# Encyclopedisch Woordenboek van Brockhaus en Efron

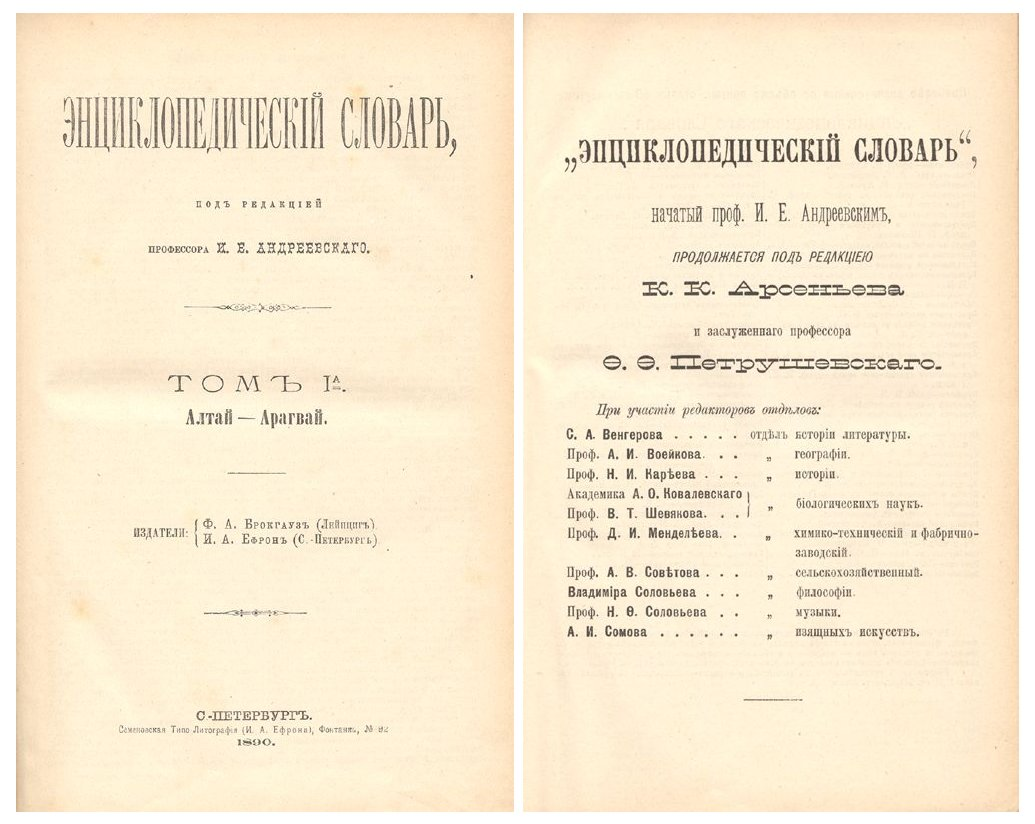
Titelpagina's van het werk

Het Encyclopedisch Woordenboek van Brockhaus en Efron (Russisch: Энциклопедический словарь Брокгауза и Ефрона; Entsiklopeditsjeski slovar Brokgaoeza i Jefrona) (kleine variant: 35 delen, grote variant: 86 delen) is in zijn omvang en vormgeving de Russische tegenhanger van de Encyclopædia Britannica van 1911. Het omvat 121.240 artikelen, 7800 afbeeldingen en 235 kaarten.
Het werk werd gepubliceerd in het Russische Rijk van 1890 tot 1906 en was een samenwerkingsverband tussen de Duitse uitgever F.A. Brockhaus uit Leipzig en de Russische uitgever Ilja Jefron uit Sint-Petersburg. De artikelen werden geschreven door vooraanstaande Russische wetenschappers uit die tijd. Na het uiteenvallen van de Sovjet-Unie verschenen herdrukken van het werk.